# Tellurobismutite
La tellurobismutite è un minerale costituito da tellururo di bismuto (Bi2Te3). Possiede struttura trigonale e parametri di reticolo: a=0,439 nm, c=3,06 nm. 
Presenta piani di frattura naturale nella direzione (0001) dal momento che il cristallo è effettivamente lamellare (stratificato) in quel piano. 
La durezza Mohs è pari a 2 e il peso specifico è 7,815. 
Ha colore grigio plumbeo, particolarmente lucido nelle fratture recenti.
Si trova nel Telemark, Norvegia e negli USA nelle contee di Hidalgo e Lumpkin.